# Éliminatoires de la Coupe du monde féminine de football 2011
Navigation
Éliminatoires de la coupe du monde 2007 Éliminatoires de la coupe du monde 2015
Les qualifications pour la Coupe du monde féminine de football 2011 mettent aux prises 126 équipes nationales (sans compter l'équipe d'Allemagne qualifiée d'office en tant que pays hôte) afin de qualifier 15 des 16 formations présentes en phase finale en Allemagne.
Les qualifications sont organisées par zones continentales au sein des confédérations. De ce fait, la difficulté pour obtenir une place en phase finale dépend à la fois du niveau du jeu et du nombre de places réservées au continent d'origine d'une équipe.

## Liste des qualifiés

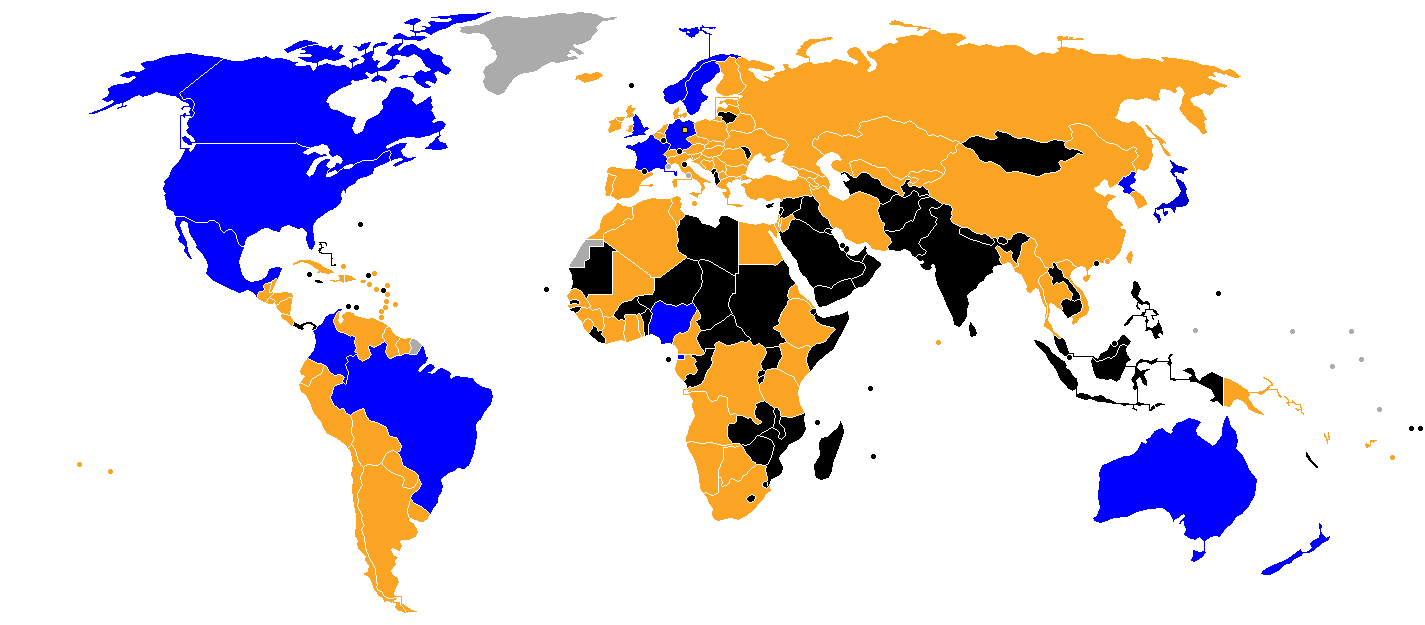
Équipes qualifiées

- Équipes qualifiées pour la Coupe du monde
- Équipes non qualifiées (éliminées lors des éliminatoires)
- Pays n'ayant pas participé à la phase qualificative
- Pays non membres de la FIFA

| Équipes            | Parcours                                                           | Date de qualification                                    | Participation en phase finale | Nbre d'apparitions consécutives | Meilleure performance passée  | Classement FIFA, |
| ------------------ | ------------------------------------------------------------------ | -------------------------------------------------------- | ----------------------------- | ------------------------------- | ----------------------------- | ---------------- |
| Allemagne          | Qualifié d'office (hôte), désignation le 30 octobre 2007           | Qualifié d'office (hôte), désignation le 30 octobre 2007 | 6e                            | 6                               | Champions (2003, 2007)        | 2                |
| Australie          | Vainqueur de la Coupe d'Asie des nations 2010                      | 27 mai 2010                                              | 5e                            | 5                               | Quarts de finale (2007)       | 11               |
| Corée du Nord      | Finaliste de la Coupe d'Asie des nations 2010                      | 27 mai 2010                                              | 4e                            | 4                               | Quarts de finale (2007)       | 8                |
| Japon              | Troisième de la Coupe d'Asie des nations 2010                      | 30 mai 2010                                              | 6e                            | 6                               | Quarts de finale (1995)       | 4                |
| France             | Qualifié à la suite des éliminatoires zone Europe                  | 15 septembre 2010                                        | 2e                            | 1                               | 1er tour (2003)               | 7                |
| Norvège            | Qualifié à la suite des éliminatoires zone Europe                  | 15 septembre 2010                                        | 6e                            | 6                               | Champions (1995)              | 9                |
| Suède              | Qualifié à la suite des éliminatoires zone Europe                  | 16 septembre 2010                                        | 6e                            | 6                               | Finalistes (2003)             | 5                |
| Angleterre         | Qualifié à la suite des éliminatoires zone Europe                  | 16 septembre 2010                                        | 6e                            | 6                               | Quarts de finale (1995, 2007) | 10               |
| Nouvelle-Zélande   | Qualifié à la suite de la Coupe d'Océanie de football féminin 2010 | 8 octobre 2010                                           | 3e                            | 2                               | 1er tour (1991 et 2007)       | 24               |
| Canada             | Vainqueur du Championnat féminin de la CONCACAF 2010               | 5 novembre 2010                                          | 5e                            | 5                               | Quatrième (2003)              | 6                |
| Mexique            | Finaliste du Championnat féminin de la CONCACAF 2010               | 5 novembre 2010                                          | 2e                            | 1                               | 1er tour (1999)               | 22               |
| Nigeria            | Vainqueur du Championnat africain de football féminin 2010         | 11 novembre 2010                                         | 6e                            | 6                               | Quarts de finale (1999)       | 27               |
| Guinée équatoriale | Finaliste du Championnat africain de football féminin 2010         | 11 novembre 2010                                         | 1e                            | 1                               |                               | 61               |
| Brésil             | Vainqueur du Sudamericano Femenino 2010                            | 19 novembre 2010                                         | 6e                            | 6                               | Finalistes (2007)             | 3                |
| Colombie           | Finaliste du Sudamericano Femenino 2010                            | 21 novembre 2010                                         | 1re                           | 1                               |                               | 31               |
| États-Unis         | Vainqueur du barrage UEFA-CONCACAF                                 | 27 novembre 2010                                         | 6e                            | 6                               | Champions (1991, 1999)        | 1                |

## Bilan par confédération
| Confédération                          | Équipes engagées | Équipes éliminées | Équipes qualifiées | Fin des qualifications |
| -------------------------------------- | ---------------- | ----------------- | ------------------ | ---------------------- |
| Europe                                 | 41+1             | 37                | 4+1                | Octobre 2010           |
| Afrique                                | 24               | 22                | 2                  | Octobre 2010           |
| Amérique du Nord, Centrale et Caraïbes | 26               | 23                | 3                  | Novembre 2010          |
| Amérique du Sud                        | 10               | 8                 | 2                  | Octobre 2010           |
| Asie                                   | 17               | 14                | 3                  | 30 mai 2010            |
| Océanie                                | 8                | 7                 | 1                  | 8 octobre 2010         |
| Total                                  | 126+1            | 111               | 15+1               |                        |

## Résultats des qualifications par confédération

### Europe
Le tirage au sort du tour des éliminatoires de la Coupe du monde de football féminin 2011 a lieu au siège de l'UEFA à Nyon, le mardi 17 mars 2009. Au premier tour les équipes sont réparties dans huit groupes (7 groupes de 5 équipes et 1 groupe de 6 équipes). Les vainqueurs de poule sont qualifiés pour le second tour où ils s'affrontent en matchs aller-retour à élimination directe. Les quatre gagnants en score cumulé sont qualifiés pour la phase finale de la Coupe du monde tandis que les vaincus s'affrontent en barrages. Le vainqueur de ces barrages affronte enfin en barrage intercontinental une sélection de la zone CONCACAF pour se disputer le dernier billet pour l'Allemagne.

#### Deuxième tour
| Équipe 1   | Score       | Équipe 2   | Date                                        |
| ---------- | ----------- | ---------- | ------------------------------------------- |
| France     | 0 - 0       | Italie     | le 11 septembre 2010 (20 h 45) à Besançon   |
| Italie     | 2 - 3       | France     | le 15 septembre 2010 (15 h) à Gubbio        |
|            |             |            |                                             |
| Angleterre | 2 - 0       | Suisse     | le 12 septembre 2010 (20 h 05) à Shrewsbury |
| Suisse     | 2 - 3       | Angleterre | le 16 septembre 2010 (19 h) à Wohlen        |
|            |             |            |                                             |
| Ukraine    | 0 - 1       | Norvège    | le 11 septembre 2010 (17 h) à Chernigov     |
| Norvège    | 2 - 0       | Ukraine    | le 15 septembre 2010 (18 h) à Bekkestua     |
|            |             |            |                                             |
| Suède      | 2 - 1       | Danemark   | le 11 septembre 2010 (16 h) à Göteborg      |
| Danemark   | 2 - 2 a. p. | Suède      | le 16 septembre 2010 (18 h 30) à Vejle      |

Qualifiés :  France,  Angleterre,  Norvège,  Suède
Barragistes :  Italie (vainqueur des barrages et qualifié pour le barrage intercontinental),  Suisse,  Ukraine,  Danemark

### Amérique du Sud
Les équipes qualifiées pour le Mondial 2011 le sont via la Sudamericano Femenino 2010 se tenant du 28 octobre au 15 novembre. Dix équipes se disputent le titre continental et les deux premiers, que sont le Brésil et la Colombie se qualifient pour le Mondial.
| Équipe    | J | Pts |
| --------- | - | --- |
| Brésil    | 3 | 9   |
| Colombie  | 3 | 4   |
| Chili     | 3 | 2   |
| Argentine | 3 | 1   |

### Afrique
Les qualifications pour la Coupe du monde 2011 se font à travers le Championnat africain de football féminin. Le tour préliminaire, disputé en matches aller-retour, a eu lieu entre le 27 et le 29 novembre, puis entre le 11 et le 13 décembre 2009. Le premier tour est programmé entre le 5 et le 7 mars, puis entre le 19 et le 21 mars 2010. Le deuxième tour se joue entre le 21 et le 23 mai, puis entre le 4 et le 6 juin 2010. La phase finale du tournoi africain féminin se jouent en novembre. Les deux finalistes se qualifient pour la Coupe du monde 2011.
|  | Demi-finales       | Demi-finales       |                        |      | Finale      | Finale      |
|  | Demi-finales       | Demi-finales       |                        |      | Finale      | Finale      |
|  |                    |                    |                        |      |             |             |
|  | 11 novembre        | 11 novembre        |                        |      | 14 novembre | 14 novembre |
|  | 11 novembre        | 11 novembre        |                        |      | 14 novembre | 14 novembre |
|  | Nigeria            | 5                  |                        |      | 14 novembre | 14 novembre |
|  | Nigeria            | 5                  |                        |      | 14 novembre | 14 novembre |
|  | Cameroun           | 1                  |                        |      | 14 novembre | 14 novembre |
|  | Cameroun           | 1                  | Nigeria                | 4    |             |             |
|  | 11 novembre        |                    | Nigeria                | 4    |             |             |
|  |                    | Guinée équatoriale | 2                      |      |             |             |
|  | Guinée équatoriale | Guinée équatoriale | 2                      | 3 ap |             |             |
|  | Guinée équatoriale |                    |                        | 3 ap |             |             |
|  | Afrique du Sud     | 1                  |                        |      |             |             |
|  | Afrique du Sud     | 1                  | Match pour la 3e place |      |             |             |
|  |                    |                    |                        |      |             |             |
|  | 14 novembre        |                    |                        |      |             |             |
|  |                    |                    |                        |      |             |             |
|  | Cameroun           | 0                  |                        |      |             |             |
|  | Cameroun           | 0                  |                        |      |             |             |
|  | Afrique du Sud     | 2                  |                        |      |             |             |
|  | Afrique du Sud     | 2                  |                        |      |             |             |

Le Nigeria, champion, et l'Guinée équatoriale, vice-championne, se qualifient donc pour la Coupe du monde 2011.

### Amérique du Nord, Centrale et Caraïbes
Les équipes qualifiées pour le Mondial 2011 le sont via le Championnat féminin de la CONCACAF 2010.
|  | Demi-finales | Demi-finales |                        |   | Finale     | Finale     |
|  | Demi-finales | Demi-finales |                        |   | Finale     | Finale     |
|  |              |              |                        |   |            |            |
|  | 5 novembre   | 5 novembre   |                        |   | 8 novembre | 8 novembre |
|  | 5 novembre   | 5 novembre   |                        |   | 8 novembre | 8 novembre |
|  | Canada       | 4            |                        |   | 8 novembre | 8 novembre |
|  | Canada       | 4            |                        |   | 8 novembre | 8 novembre |
|  | Costa Rica   | 0            |                        |   | 8 novembre | 8 novembre |
|  | Costa Rica   | 0            | Canada                 | 1 |            |            |
|  | 5 novembre   |              | Canada                 | 1 |            |            |
|  |              | Mexique      | 0                      |   |            |            |
|  | États-Unis   | Mexique      | 0                      | 1 |            |            |
|  | États-Unis   |              |                        | 1 |            |            |
|  | Mexique      | 2            |                        |   |            |            |
|  | Mexique      | 2            | Match pour la 3e place |   |            |            |
|  |              |              |                        |   |            |            |
|  | 8 novembre   |              |                        |   |            |            |
|  |              |              |                        |   |            |            |
|  | Costa Rica   | 0            |                        |   |            |            |
|  | Costa Rica   | 0            |                        |   |            |            |
|  | États-Unis   | 3            |                        |   |            |            |
|  | États-Unis   | 3            |                        |   |            |            |

Le Canada, champion, et le Mexique, finaliste, se qualifient donc pour la Coupe du monde 2011. Les États-Unis, troisièmes, doivent passer par un barrage intercontinental contre une équipe de la zone Europe (Italie).

### Asie
Les équipes qualifiées pour le Mondial 2011 le sont via la Coupe d'Asie de football féminin 2010.
Les 3 premiers, le Japon, l'Australie, et la Corée du Nord, obtiennent leur qualification pour le tournoi en Allemagne.
|  | Demi-finales  | Demi-finales  |                        |         | Finale | Finale |
|  | Demi-finales  | Demi-finales  |                        |         | Finale | Finale |
|  |               |               |                        |         |        |        |
|  |               |               |                        |         |        |        |
|  |               |               |                        |         |        |        |
|  | Japon         | 0             |                        |         |        |        |
|  | Japon         | 0             |                        |         |        |        |
|  | Australie     | 1             |                        |         |        |        |
|  | Australie     | 1             | Australie              | 1ap (5) |        |        |
|  |               |               | Australie              | 1ap (5) |        |        |
|  |               | Corée du Nord | 1 tab(4)               |         |        |        |
|  | Chine         | Corée du Nord | 1 tab(4)               | 0       |        |        |
|  | Chine         |               |                        | 0       |        |        |
|  | Corée du Nord | 1ap           |                        |         |        |        |
|  | Corée du Nord | 1ap           | Match pour la 3e place |         |        |        |
|  |               |               |                        |         |        |        |
|  |               |               |                        |         |        |        |
|  |               |               |                        |         |        |        |
|  | Japon         | 2             |                        |         |        |        |
|  | Japon         | 2             |                        |         |        |        |
|  | Chine         | 0             |                        |         |        |        |
|  | Chine         | 0             |                        |         |        |        |

### Océanie
La Coupe d'Océanie de football féminin aura lieu à Auckland (Nouvelle-Zélande) du 7 au 17 octobre 2010. Le vainqueur sera automatiquement qualifié pour la Coupe du monde féminine de la FIFA de 2011 en Allemagne.
La Nouvelle-Zélande obtient ainsi sa qualification pour le tournoi en Allemagne.
|  | Demi-finales              | Demi-finales              |                        |    | Finale    | Finale    |
|  | Demi-finales              | Demi-finales              |                        |    | Finale    | Finale    |
|  |                           |                           |                        |    |           |           |
|  | 6 octobre                 | 6 octobre                 |                        |    | 8 octobre | 8 octobre |
|  | 6 octobre                 | 6 octobre                 |                        |    | 8 octobre | 8 octobre |
|  | Nouvelle-Zélande          | 8                         |                        |    | 8 octobre | 8 octobre |
|  | Nouvelle-Zélande          | 8                         |                        |    | 8 octobre | 8 octobre |
|  | Îles Salomon              | 0                         |                        |    | 8 octobre | 8 octobre |
|  | Îles Salomon              | 0                         | Nouvelle-Zélande       | 11 |           |           |
|  | 6 octobre                 |                           | Nouvelle-Zélande       | 11 |           |           |
|  |                           | Papouasie-Nouvelle-Guinée | 0                      |    |           |           |
|  | Papouasie-Nouvelle-Guinée | Papouasie-Nouvelle-Guinée | 0                      | 1  |           |           |
|  | Papouasie-Nouvelle-Guinée |                           |                        | 1  |           |           |
|  | Îles Cook                 | 0                         |                        |    |           |           |
|  | Îles Cook                 | 0                         | Match pour la 3e place |    |           |           |
|  |                           |                           |                        |    |           |           |
|  | 8 octobre                 |                           |                        |    |           |           |
|  |                           |                           |                        |    |           |           |
|  | Îles Salomon              | 0                         |                        |    |           |           |
|  | Îles Salomon              | 0                         |                        |    |           |           |
|  | Îles Cook                 | 2                         |                        |    |           |           |
|  | Îles Cook                 | 2                         |                        |    |           |           |

### Barrage UEFA-CONCACAF
L'équipe classée troisième du Championnat féminin de la CONCACAF 2010 affronte en barrage intercontinental le vainqueur des barrages de la zone Europe.
Les matchs sont joués les 20 et 27 novembre 2010.
| Équipe 1 | Résultat | Équipe 2   | Aller | Retour |
| -------- | -------- | ---------- | ----- | ------ |
| Italie   | 0 - 2    | États-Unis | 0 - 1 | 0 - 1  |

Les États-Unis se qualifient pour le Mondial 2011.